# Jimmy Fell

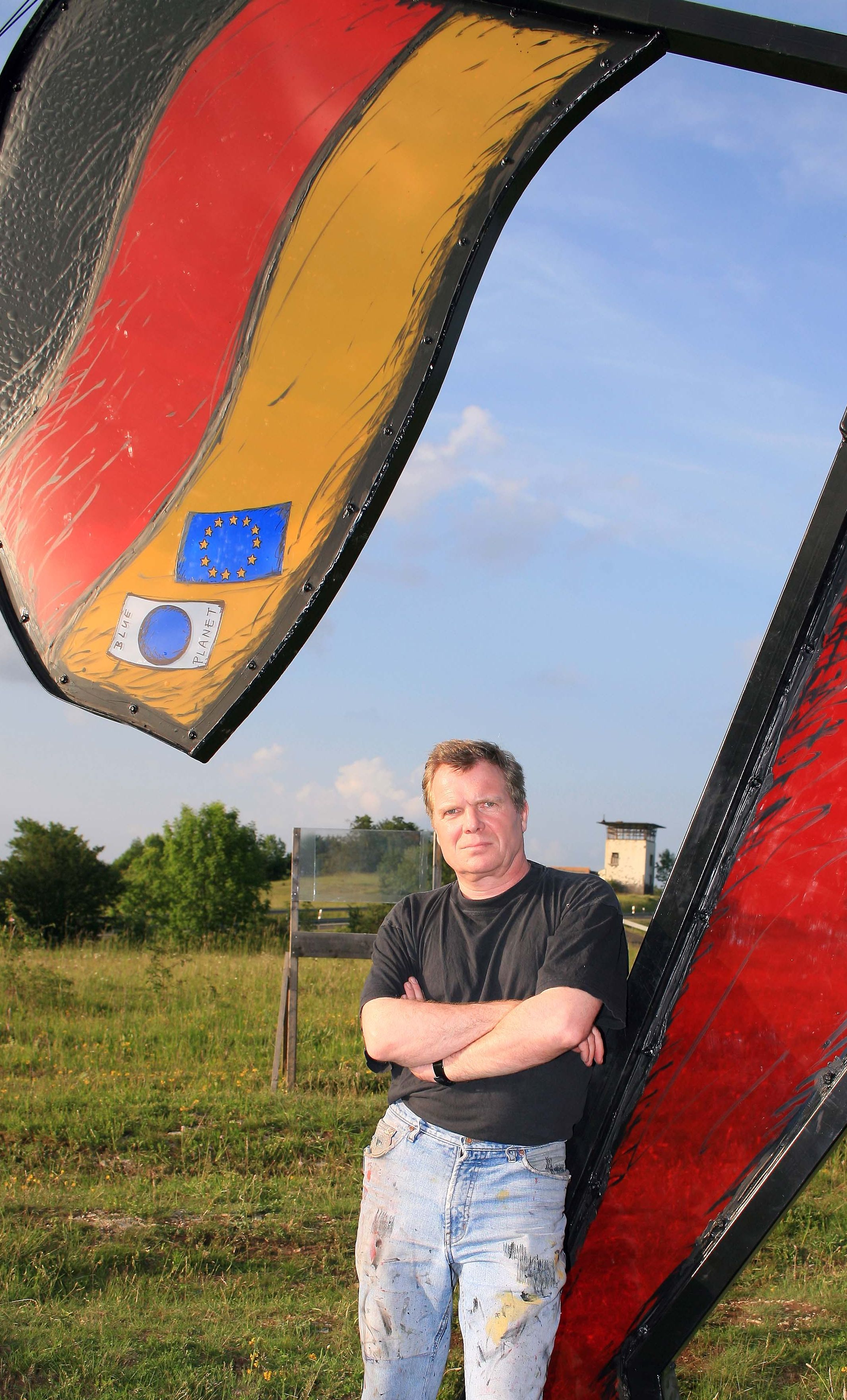
Jimmy Fell

Herbert „Jimmy“ Fell (* 12. April 1956 in Niederlauer, Rhön) ist ein Künstler und Ingenieur.

## Leben
Fell besuchte das Gymnasium in Bad Neustadt an der Saale und studierte Bauingenieurwesen und Grafikdesign an der Fachhochschule Würzburg.
Seine Kunstwerke stellt er nicht in Museen oder Galerien aus. Die Skulpturen und temporären Installationen stehen an bedeutsamen Orten im Freien. Nach der deutschen Wiedervereinigung schuf er das Nationaldenkmal Skulpturenpark Deutsche Einheit. Seine Feueraktionen fanden weite Beachtung.
Bei Filmproduktionen und im Messe- und Veranstaltungsbau sorgt er als Projekt- oder Bauleiter für die Ausstattung. Als Maler setzt er sich mit der Symbolik von Kulturen und Religionen auseinander.
Die Vision Future Blue verbindet Natur und Hochtechnologie: Photovoltaik entspricht der Fotosynthese, das Blau der Solarzellen dem Pflanzengrün, die Umwandlung von Sonnenlicht in elektrischen Strom dem Umwandeln von Sonnenlicht in Stärke.
Der gebürtige Unterfranke lebt seit über 20 Jahren in Berlin.

## Gallery

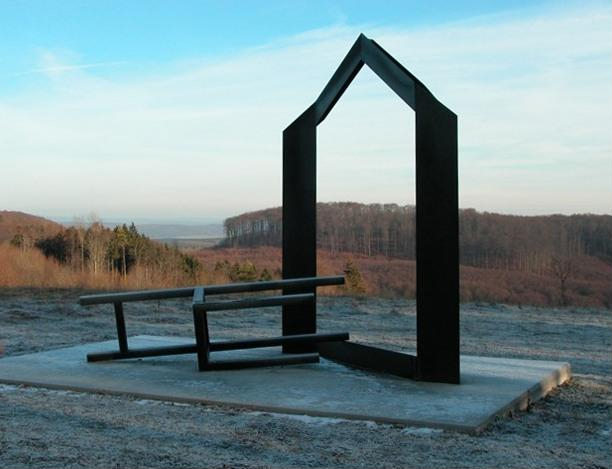
Vertreibung
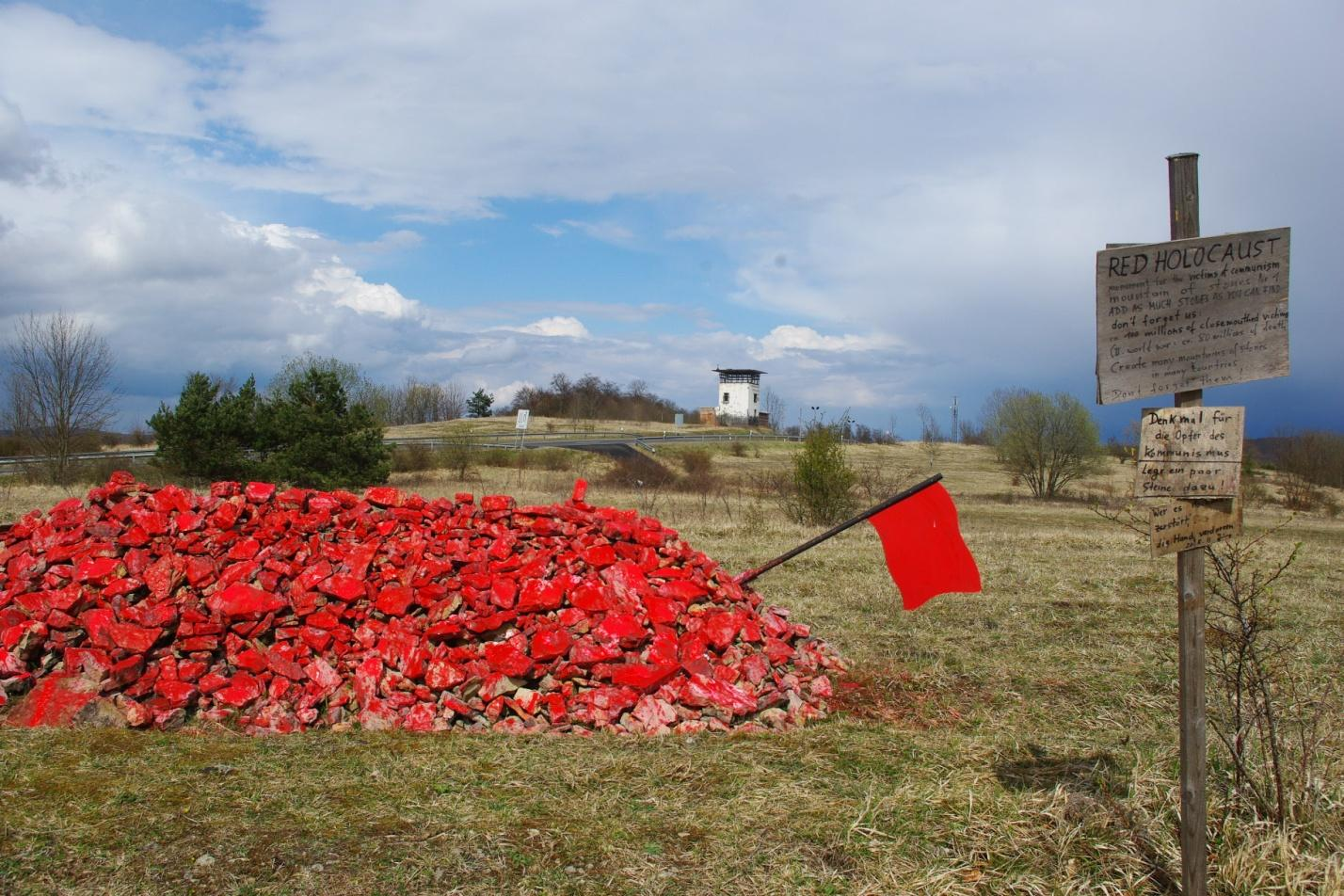
Roter Holocaust
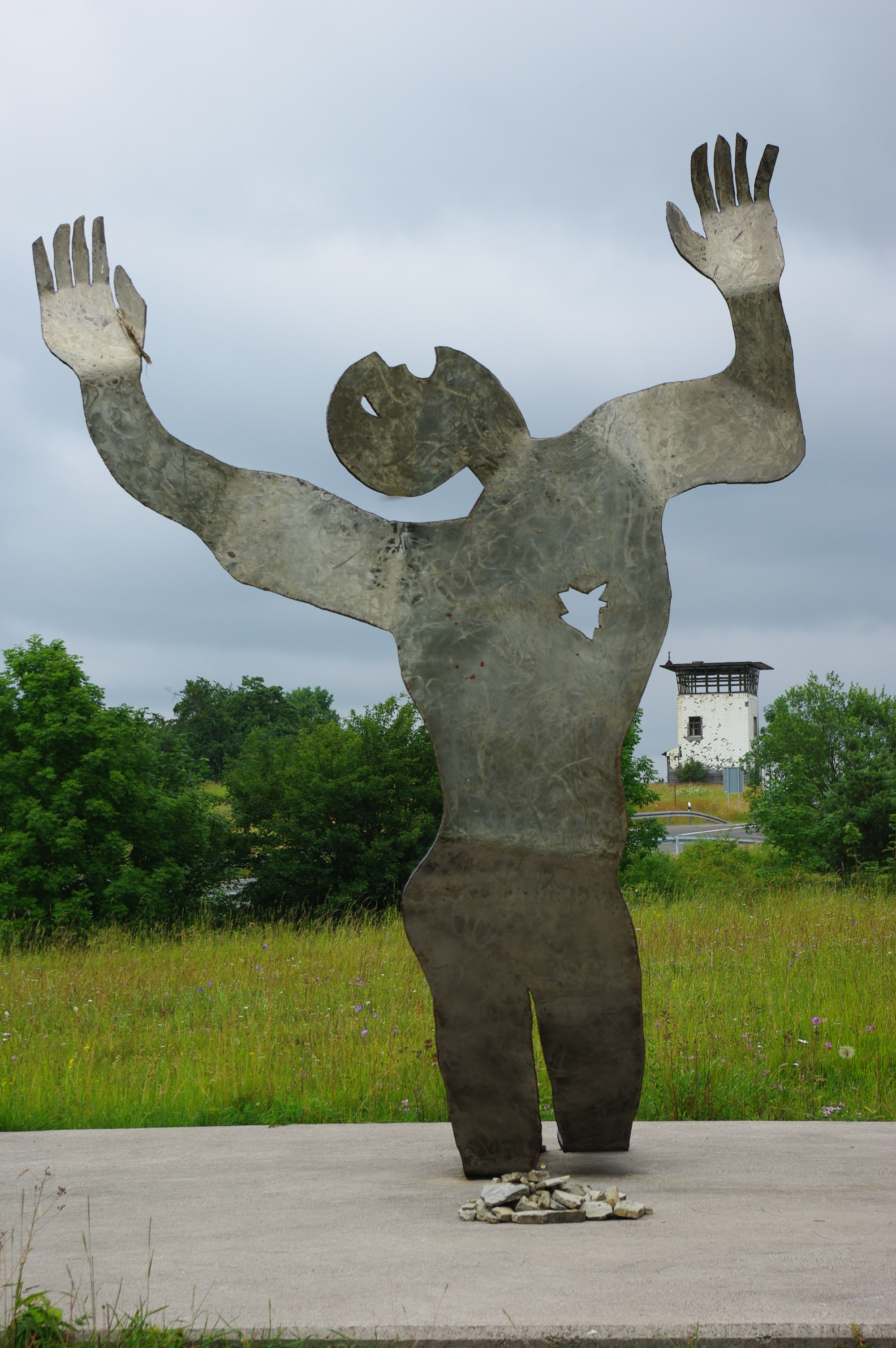
"Auf der Flucht erschossen"
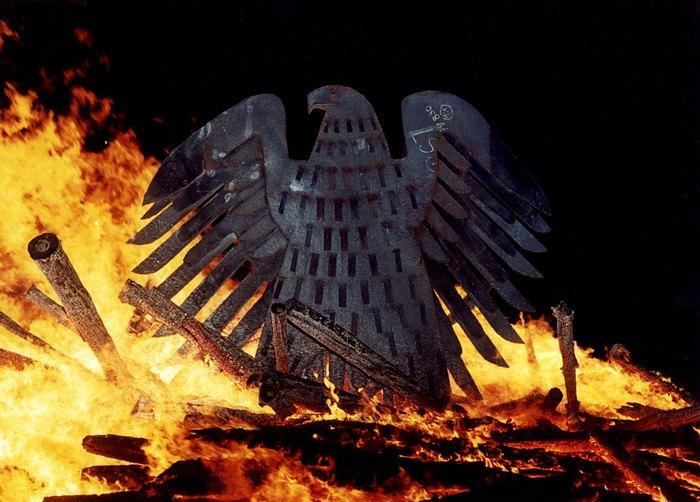
Bundesadler aus der Asche
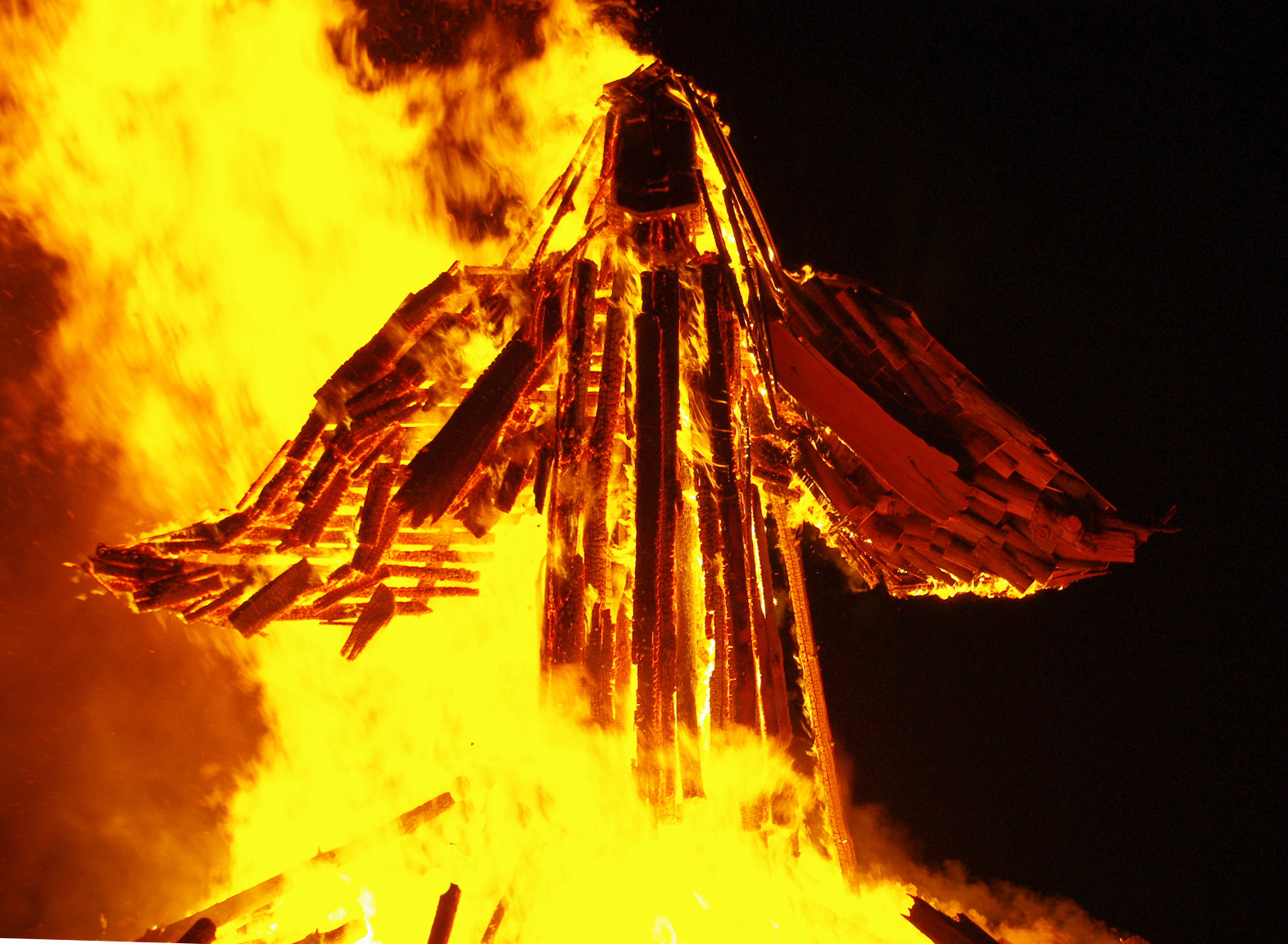
Burning Angel 3